# Janez Vrečko
Janez Vrečko, slovenski komparativist, literarni zgodovinar in teoretik, * 9. april 1946, Ljubljana

## Življenje in delo
Leta 1966 se je vpisal na Oddelek za primerjalno književnost in literarno teorijo na Filozofski fakulteti Univerze v Ljubljani, kjer je leta 1974 diplomiral in za diplomsko delo prejel študentsko Prešernovo nagrado. Hkrati je študiral na Akademiji za gledališče, radio, film in televizijo (AGRFT). Leta 1978 je magistriral na temo mimetična in nemimetična poetika, 1986 pa doktoriral (Slovenska zgodovinska avantgarda in zenitizem).
Od Leta 1978 je zaposlen na  Oddelku za primerjalno književnost in literarno teorijo, kjer je od leta 2002 redni profesor. Od leta 1989 občasno predava tudi na Univerzi v Mariboru ter na Univerzah na Primorskem in v Novi Gorici. Več kot dve leti je študijsko in kot gostujoči profesor deloval na več evropskih univerzah (München, Zagreb, Beograd, Katowice, Bruselj, Salzburg, Peterburg in Dunaj).
Raziskuje evropsko in slovensko zgodovinsko avantgardo – zlasti Kosovela in ruski konstruktivizem –, poglablja se v zgodovino epa, tragedije in romana od antike dalje, proučuje temeljne literarnoteoretske pojme kot so mimesis, inspiracija, katarza ter teorijo in zgodovino moderne evropske lirike od Baudelaira naprej. Prav tako se posveča tudi problematiki evropskih poetik od Aristotela do Brechta in Artauda.

## Izbrana bibliografija

### Monografije
- Constructivism and Kosovel. Ljubljana : KSEVT in Znanstvena založba Filozofske fakultete, 2015. (COBISS)
- Constructivism and Kosovel. Ljubljana : Mladinska knjiga, 2015. (elektronska knjiga) (COBISS)
- Konstruktivizm i Kosovel. Moskva: Centr knigi Rudomino, 2014. (COBISS)
- Ep in tragedija. Maribor: Obzorja, 2012. (elektronska knjiga) (COBISS)
- Srečko Kosovel. Ljubljana: Založba SAZU, 2011. (COBISS)
- Med antiko in avantgardo. Maribor: Litera, 2002. (COBISS)
- Atiška tragedija. Maribor: Obzorja, 1997. (COBISS)
- Ep in tragedija. Maribor: Obzorja, 1994. (COBISS)
- Srečko Kosovel, slovenska zgodovinska avantgarda in zenitizem. Maribor: Obzorja, 1986. (COBISS)

### Deli monografij
- Yugoslavia and its republics. Slovenia. Handbook of International Futurism. Ur. Günter Berghaus. Berlin/New York : Walter de Gruyter, 2015.
- Novo branje konsov. Recepcija slovenske književnosti. Ljubljana: Znanstvena založba Filozofske fakultete, 2014. 529–536. (COBISS)
- From two-dimensionality into infinity by Kosovel. W podróży za słowem. Bielsko-Biała: ATH, 2014. 263–270. (COBISS)
- Pahorjev pogled na Kosovela. Poetika slovenstva. Koper: Univerzitetna založba Annales, 2011. 203–220. (COBISS)
- Primerjalna književnost na Slovenskem. Pogledi: humanistika in družboslovje v prostoru in času. Ljubljana: Znanstvena založba Filozofske fakultete, 2010. 218–239. (COBISS)
- Kons IKARUS, TIGER in fašizem. Musis amicus. Ljubljana: Znanstvena založba Filozofske fakultete, 2010. 345–360. (COBISS)
- Eros i grečeskij roman. Filologičeskie zametki 3. Perm: Permskij universitet; Ljubljana: Universitet v Ljubljane, 2004. 99–111. (COBISS)
- Kafka kot Sofoklov predhodnik. Literarni izzivi. Ljubljana: SAZU, 2003. 350–369. (COBISS)
- Kosovel i russkij literaturnyj centr konstruktivistov. Filologičeskie zametki 2. Perm: Permskij universitet; Ljubljana: Universitet v Ljubljane, 2003. 4–36. (COBISS)
- Bogomilina vera in Črtomirova mistika. Ep med javnim in zasebnim. Romantična pesnitev. Ljubljana: Center za slovenščino kot drugi/tuji jezik Filozofske fakultete, 2002. 281–302. (COBISS)
- Čertomir – pobeždënnyj na vojne i pobeditel' v ljubvi. Filologičeskie zametki 1. Perm: Permskij universitet; Ljubljana: Universitet v Ljubljane, 2002. 179–197. (COBISS)
- Besede v prostoru in konsi /Słowa na wolności i konsy. Dwudziestowieczna ikonosfera w literaturach europejskich. Katowice: Śląsk, 2002. 84–91. (COBISS)
- Goethejevo in Aristotelovo pojmovanje posnemanja / Mimesis bei Aristoteles und Goethe. Goethe v slovenskih prevodih. Ljubljana: Društvo slovenskih književnih prevajalcev, 2000. 134–141. (COBISS)
- Srečko Kosovel, man in a magic square. Man in a magic square / Srečko Kosovel. Tolmin: Myra Locatelli; Ljubljana: Mobitel, 2004. 10–28. (COBISS)

### Deli knjig
- Srečko Kosovel, man in a magic square. Man in a magic square / Srečko Kosovel. Tolmin: Myra Locatelli; Ljubljana: Mobitel, 2004. 10-28. (COBISS)
- Vorwort. Vom Erleben und Deuten : Srečko Kosovels Integrali : ein herausgeberisches Artefakt und sein Rang als herausragende Erscheinung der slowenischen Avantgarde. Graz: Artikel-VII-Kulturverein für Steiermark ; Laafeld: Pavelhaus = Potrna: Pavlova hiša, 2005. 12-32. (COBISS)

### Gledališki listi
- Tragični jezik epskega heroja Ahila. SNG Drama 2014-2015. (COBISS)
- Agamemnon med nujnostjo in svobodo. SNG Drama 2008-2009. (COBISS)
- Ojdip med sanjami in prerokbo. SNG Drama 2007-2008. (COBISS)
- Evripid kot mojster rituala in gledališča / Euripide — maestro della ritualita'e del teatro. Slovensko stalno gledališče Trst in Slovensko narodno gledališče Nova Gorica 2006-2007. (COBISS) (COBISS)
- Tibetanska in grška predtragična drama. SNG Drama 2004-2005. (COBISS)
- Ojdipova kozmična in človeška bitka. SNG Drama 2003-2004. (COBISS)
- Ignoranca preroštva v Kasandri. SNG Drama 2000-2001. (COBISS)
- Sofoklov Filoktet kot tragični Job. SNG Drama 1995-1996. (COBISS)

### Članki

#### 2010-2015
- Geometrizacija prostora in filozofija narave. (COBISS)
- Aristotelov posnetek kot posnetek v razliki. (COBISS)
- Barbarogenij, barbarsko in fašizem. (COBISS)
- Prešernov Krst pri Savici. (COBISS)
- Pirjevčevo razumevanje katharsis in mimesis. (COBISS)
- Ut pictura poesis in konsi. Pesem kot slika, pesem kot prostor — nesporazumi. (COBISS)
- Prostorskost konsov in Tržaški konstruktivistični ambient / The spatiality of the cons and the Trieste constructivist Cabinet. (COBISS)
- Kosovel in nadrealizem. (COBISS)
- Srečko Kosovel kot pesnik in politični bojevnik — tigrovec. (COBISS)
- Oedipus and Joseph K. (COBISS)
- Filozofija predmeta, geometrija in fizika — konstruktivizem. (COBISS)
- Svetlobno-prostorska modulacija konsov in Moholy-Nagy. (COBISS)
- Ojdip (Tematologija : izbrana poglavja). (COBISS)
- Kosovel in Krleža. (COBISS)
- Formiranje Kosovelovega konstruktivizma – spopad med kompozicijo in konstrukcijo. (COBISS)
- Novo branje Kosovelove Tragedija na oceanu. (COBISS)

#### 2000-2009
- Tatlin, El Lisicki in Kosovel. (COBISS)
- Futurizem, berlinska dada, nadrealizem in manifest Mehanikom. (COBISS)
- 'Gibljiva filozofija' prostora in konsi. (COBISS)
- Ukinitev subjekta, sentiment in negativni total pri Kosovelu. (COBISS)
- Predtragični elementi v grški tragediji. (COBISS)
- Kosovel in dvajseta leta / Kosovel e gli anni venti. (COBISS)
- Srečko Kosovel in evropska avantgarda / Srečko Kosovel and the European avant-garde. (COBISS)
- Kosovel in ruski literarni center konstruktivistov. (COBISS)
- Eros in grški roman. (COBISS)
- Trdovratne zmote o Kosovelovem pesniškem opusu. (COBISS)
- Grški roman kot roman pred romanom. (COBISS)
- Poezija kot posnemanje. (COBISS)
- Kasandra Borisa A. Novaka in preroštvo. (COBISS)
- Problem krivde pri Ojdipu in Josefu K. (COBISS)
- Dioniz v Evripidovih Bakhah kot mojster gledališča. (COBISS)
- Inspiracija, dionizično in apolinično. (COBISS)
- Orkestra, scena in Ahil. (COBISS)
- Javno in zasebno v Iliadi in Krstu pri Savici. (COBISS)

#### 1989-1999
- Ritualno, etično in tragično v Evmenidah. (COBISS)
- Labodovci, pilotovci, konstrukterji, konsisti in tankisti. (COBISS)
- Klitajmestra kot subjekt. (COBISS)
- Ojdipova epifanija. (COBISS)
- Ajshilova Oresteja: 1. Agamemnon. (COBISS)
- Sofoklov Filoktet. (COBISS)
- Karmela in Josip : love story. (COBISS)
- Aristotel, mimesis in estetski doživljaj. (COBISS)
- Tragična katarza. (COBISS)
- Alkestis – igra o navidezni smrti. (COBISS)
- Roman v literarnem razvoju. (COBISS)
- Avantgarda, subjekt, okrušek / Avant-garde, Subject, Fragment. (COBISS)
- Od tragedije k romanu. (COBISS)
- Postmodernismus als Tradition ohne Bruch. (COBISS)
- Celostna umetnina kot nostalgija. (COBISS)
- De Sloveense poezie vandaag. (COBISS)
- Die Kons-Gedichte von Srečko Kosovel. (COBISS)

## Nagrade in priznanja
- Izbor ARRS: Odlični v znanosti 2015
- Zoisovo priznanje za pomembne znanstvene dosežke v primerjalni književnosti in literarni teoriji 2014
- Nagrada študentskega sveta FF UL (2012)
- Izbor ARRS: izjemni znanstveni dosežek v 2011
- Veliko priznanje Filozofske fakultete (2006)
- Zlata plaketa Univerze v Ljubljani (1994)
- Študentska Prešernova nagrada Filozofske fakultete za diplomsko delo (1974)